# Effet Rehbinder
L'effet Rehbinder en physique est la réduction de la dureté et de la ductilité d'un matériau par un film moléculaire tensioactif.

## Description
L'effet a été découvert par Peter Alexandrovich Rehbinder en 1928. Il s'agit d'une diminution de la force d'adsorption - une modification des propriétés mécaniques des solides due à des processus physico-chimiques qui provoquent une diminution de l'énergie de surface (interfaciale) du corps, ce qui peut entraîner une déformation. Dans le cas d'un solide cristallin, outre une diminution de l'énergie de surface, il est également important pour la manifestation de l'effet Rehbinder que le cristal présente des défauts structuraux nécessaires à l'initiation de fissures, qui se propagent ensuite sous l'influence du milieu . Dans les solides polycristallins, ces défauts sont des joints de grains. Elle se manifeste par une diminution de la résistance et l'apparition d'une fragilité, une diminution de la durabilité et une facilitation de la dispersion. Pour que l'effet Rehbinder se produise, les conditions suivantes sont nécessaires :
- Contact d'un corps solide avec un milieu liquide
- La présence de contraintes de traction

Les principales caractéristiques qui distinguent l'effet Rehbinder des autres phénomènes, tels que la corrosion et la dissolution, sont les suivantes :
- apparition rapide - immédiatement après le contact du corps avec l'environnement
- la suffisance d'un maigre volume d'une substance agissant sur un solide, mais seulement avec une action mécanique concomitante
- retour du corps aux caractéristiques initiales après le retrait du milieu (dans certains cas ce n'est pas le cas, par exemple, en auto-dispersion)

## Exemples de l'effet Rehbinder
Un fil en zinc monocristallin, qui est étiré deux fois dans l'air, après avoir été plongé dans une solution de nitrate de mercure, avec une faible tentative d'étirement, se rompt avec la formation de surfaces de fracture lisses; une plaque de zinc polycristallin, pliée en deux à l'air sans fissures, après application d'une goutte de mercure ou de gallium et une faible tentative de pliage à cet endroit, se fissure et se casse. En général, la manifestation de l'effet Rehbinder a lieu lorsqu'un métal solide ou un alliage entre en contact avec un métal liquide est assez courante ; les couples métal (alliage)-métal fondu qui y sont soumis comprennent également les éléments suivants : zinc- étain, acier - indium, acier- cadmium, aluminium - gallium. Ceci est important à considérer, par exemple, lors du soudage et du brasage .
Dans les cristaux ioniques, l'effet Rehbinder se manifeste au contact de certaines substances polaires : plastique à une température de 400 °C les monocristaux de chlorure de sodium en présence d'une masse fondue de chlorure de zinc ou d'une masse fondue de chlorure d'aluminium et d'étirement deviennent cassants ; les polycristaux de chlorure de potassium perdent leur résistance à la flexion et à la traction dans l'eau saturée de chlorure de potassium. L'effet Rehbinder dans les cristaux ioniques peut être appliqué pour améliorer le forage de la roche. Le verre de silicate perd sa résistance à la rupture en présence d'eau.
Pour les cristaux moléculaires, la manifestation de l'effet Rehbinder est possible au contact de certaines substances non polaires. Ainsi, les polycristaux de naphtalène perdent jusqu'à la moitié de leur résistance et plus en présence de benzène, dichlorométhane.

## Littérature
- Andrade et Randall, « The Rehbinder Effect », Nature, vol. 164, no 4183,‎ 1949, p. 1127 (DOI 10.1038/1641127a0, Bibcode 1949Natur.164.1127A)
- Malkin, « Regularities and mechanisms of the Rehbinder's effect », Colloid Journal, vol. 74, no 2,‎ 2012, p. 223–238 (DOI 10.1134/S1061933X12020068)
- V. Biletskyi, Progressive Technologies of Coal, Coalbed Methane, and Ores Mining, CRC Press, 2014, 121–122 p. (ISBN 978-1-138-02699-5, DOI 10.1201/b17547-22), « Application aspects of adsorption opening effect of solids pore space surface »
- Гецов Г.Г. Une goutte creuse une pierre // Chimie et vie . — 1972. - N ° 3 . - S. 14-16 .
- AVEC. Dans Gratchev, V. R Baraz, A. UNE. Bogatov, W. P Chveikine. "Science physique des matériaux"
- Malkin A.I. "Régularités et mécanismes de l'effet Rebinder" (Revue) COLLOID JOURNAL, 2012, vol.74, n°2, p. 239-256

## Liens
- (ru) [vidéo] « Об Эффекте Ребиндера в Киножурнале «Хочу всё знать» », sur YouTube
- Volynski A. L Effet reliant dans les polymères